# 樋浦舞花
樋浦舞花（ひうら　まいか、1988年1月9日 - ）は、日本の女性ファッションモデルである。 樋浦姉妹として双子の妹の樋浦結花と一緒に活動するのが基本となっている。所属はトライアングルモデルズ

## 人物
- 趣味は靴集め、美容研究、マラソン、ダンス。
- 好きなアーティストは、妹と同じく安室奈美恵、SPEEDのほか中森明菜である。
- 好物はアボカドやチーズなど酸味のある食べ物である。
- 口癖は「ま、いっか」（「まいか」の洒落を捩ったものと思われる）。

## 経歴
- 『ViVi』の読者モデルとして活躍。
- 松迫愛実、妹の樋浦結花からなるユニットmYmの一員としても活動中。
- 2010年3月6日、東京ガールズコレクションに出場。

## 出演

### テレビ
- めざましどようび（フジテレビ系・2010年4月 - ）「めざマル情報便サタデー」
- BOOMER（J SPORTS）

### 映画
- 劇場版 ほんとうにあった怖い話 プレミアム 呪いの動画（2012年）